# Livenka (Oblast' di Belgorod)
Livenka (in russo Ливенка?) è un villaggio (selo) della Russia europea, situato nel Krasnogvardejskij Rajon (Oblast' di Belgorod).

## Geografia
Il villaggio, attraversato al centro dal fiume Valuj, sorge a 25 km a sud da Birjuč, capoluogo del rajon, e a 47 km a nord di Valujki. Dalla frontiera con l'Ucraina, nell'Oblast' di Charkiv, dista circa 75 km.

## Storia

### Origini
Livenka venne fondata nel 1681 come città fortezza da Vasilij Livenec con il nome di Novyj Palatov. Nel 1700 cambiò nome in Livenceva Sloboda e nel 1779 ottenne lo status di città col nome di Livensk.

### Battaglia di Nikolaevka
Il villaggio di Nikolaevka, un tempo autonomo ed ora incorporato nel tessuto urbano di Livenka, fu, il 26 gennaio 1943, teatro di una sanguinosa battaglia fra i reparti Alpini in rotta dal fronte del Don che qui ruppero l'accerchiamento subito dalle forze dell'Armata Rossa. Questo episodio è narrato nel libro Il sergente nella neve (1953) di Mario Rigoni Stern e nello spettacolo teatrale Il sergente (2007) di Marco Paolini, omaggio al racconto di Rigoni.

## Società

### Evoluzione demografica
- 1979: 4 743
- 2002: 4 087
- 2008: 3 842
- 2010: 3 870
- 2021: 3 487[1]

## Infrastrutture e trasporti
La locale stazione ferroviaria (Palatovka, in riferimento al nome originale della fortezza di Novyj Palatov) è situata sulla linea Voronež)-Liski-Valujki che si dirama a sud in Ucraina verso Kupjans'k e Luhans'k.